# SpongeBob SquarePants: Battle for Bikini Bottom
SpongeBob SquarePants: Battle for Bikini Bottom è un videogioco a piattaforme basato sulla serie animata di Nickelodeon SpongeBob, sviluppato da Heavy Iron Studios, AWE Games e Vicarious Visions e pubblicato da THQ. Il gioco è stato pubblicato per le console PlayStation 2, Xbox e GameCube, nonché versioni separate per Microsoft Windows e Game Boy Advance. Mentre le versioni distribuite per console erano un platform 3D, la versione per Microsoft Windows del gioco era una compilation di minigiochi e il Game Boy Advance aveva invece una versione platform 2D. Il gioco è stato pubblicato il 31 ottobre 2003 in Nord America e in Europa il 28 novembre 2003.

## Ambientazione
Tutte le versioni del gioco presentano una trama originale, in cui il giocatore tenta di difendere Bikini Bottom da un'invasione di robot creati da Plankton con una macchina chiamata Duplicatotron 3000. Il videogiocatore impersona SpongeBob SquarePants in tutte le versioni, nonché Patrick e Sandy nel versioni console.

## Doppiaggio
I doppiatori originali della serie riprendono i loro ruoli, con l'eccezione di Clancy Brown nei panni di Mr. Krab e Ernest Borgnine nei panni di Waterman (Mermaid Man), con entrambi i ruoli doppiati da Joe Whyte.

## Accoglienza

### Critica
| Testata                            | Versione          | Giudizio |
| ---------------------------------- | ----------------- | -------- |
| GameRankings (media al 09-01-2021) | GBA               | 64%      |
| GameRankings (media al 09-01-2021) | GC                | 74%      |
| GameRankings (media al 09-01-2021) | PS2               | 73%      |
| GameRankings (media al 09-01-2021) | Xbox              | 72%      |
| Metacritic (media al 09-01-2021)   | GC                | 71/100   |
| Metacritic (media al 09-01-2021)   | PS2               | 71/100   |
| Metacritic (media al 09-01-2021)   | Xbox              | 70/100   |
| IGN                                | PS2, Xbox, GC, PC | 7,3/10   |
| OXM                                | Xbox              | 8,0/10   |

Battle for Bikini Bottom ha ricevuto recensioni contrastanti o nella media secondo Metacritic. Il gioco ha ottenuto un 4,5 su 5 Official PlayStation Magazine, mentre IGN ha valutato il gioco un 7,3 su 10, elogiando il suono, lo stile grafico e il gameplay. La rivista Edge ha incluso la versione per Game Boy Advance nella sua lista dei migliori videogiochi portatili del XXI secolo.

### Vendite
È stato un successo commerciale e ha ottenuto una grande presenza nella community di speedrunning.
La versione per Game Boy Advance ha venduto circa 710 000 copie, mentre la versione per PlayStation 2 ha venduto circa 880 000 copie. Nel 2006, la rivista Edge ha classificato la versione per Game Boy Advance al numero 34 nella sua lista dei "Top 50 giochi portatili del secolo", mentre la versione per PlayStation 2 al numero 67 nella sua lista dei "Top 100 giochi del 21 ° secolo", entrambi gli elenchi disposti in base al numero di copie vendute.

## Seguito
Anni dopo l'uscita il gioco, ha guadagnato un seguito di culto, così come una rivalutazione positiva da parte della critica contemporanea e una grande presenza di speedrunning, al punto che la Heavy Iron Studios che ha espresso interesse per un remake o un sequel, così come numerose furono le richieste dei fan per un remake del gioco. Ciò è stato concesso quasi due decenni dopo l'uscita originale del gioco, con l'annuncio di Battle for Bikini Bottom - Rehydrated il 5 giugno 2019, prima dell'E3 2019, anche se da uno sviluppatore diverso dal gioco originale. Il remake è stato sviluppato da Purple Lamp Studios e pubblicato da THQ Nordic e presenta una nuova modalità multigiocatore e contenuti che sono stati tagliati dal gioco originale. Il remake, intitolato SpongeBob SquarePants: Battle for Bikini Bottom - Rehydrated, è stato pubblicato 1 anno dopo, il 23 giugno 2020 per Nintendo Switch, PlayStation 4, Xbox One e Microsoft Windows.